# Station Jerevan
Het Station van Jerevan (Armeens: Երևան երկաթուղային կայարան, Yerevan yerkat’ughayin kayaranis) is het centraal station van de Armeense hoofdstad Jerevan. Het treinstation is via een voetgangerstunnel verbonden met het metrostation  Sassountsi David.

## Geschiedenis
In 1902 werd de eerste spoorlijn in Jerevan aangelegd die de stad verbond met Alexandropol (het huidige Gjoemri) en Tiflis (het huidige Tbilisi). In 1908 verbond een tweede lijn de stad met Julfa, Perzië.
Het huidige stationsgebouw werd in 1956 gebouwd aan het Sassountsi Davidplein (voorheen Stationsplein) in het district  Ereboeni en op 31 juli 2009 werd het Armeens museum voor spoorwegvervoer geopend in het stationsgebouw. De exploitatie van het spoorwegverkeer  in Armenië was in handen van de Armeense Spoorwegen die in 2008 omgevormd werd naar de 
Zuid-Kaukasische Spoorwegen, een voor 100% dochteronderneming van de Russische Spoorwegen.
In 2010 werd het stationscomplex grondig gerenoveerd door de Russische Spoorwegen. Tijdens de renovatie werd het interieur van het station gerestaureerd en lcd-schermen geplaatst met informatie van de treinroosters voor de passagiers. Vanwege de aanzienlijke toename van het passagiersverkeer werd bovendien besloten de ruimte op te splitsen in loketten en wachtzalen voor interlokale en internationale treinen. Bij het nieuwe ontwerp werd rekening gehouden met de huidige bouwstijl en werd voor de decoratie gebruik gemaakt van natuurlijke en kunstmatige materialen die identiek aan het origineel waren. In het stationsgebouw zijn ook hotelkamers beschikbaar.

## Verbindingen
- Jerevan - Tbilisi
- Jerevan - Tbilisi - Batoemi (enkel in de zomer)
- Jerevan - Gjoemri
- Jerevan - Ararat
- Jerevan - Myasnikyan
- Jerevan - Yeraskh

## Fotogalerij

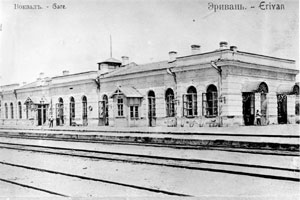
Het station voor 1921
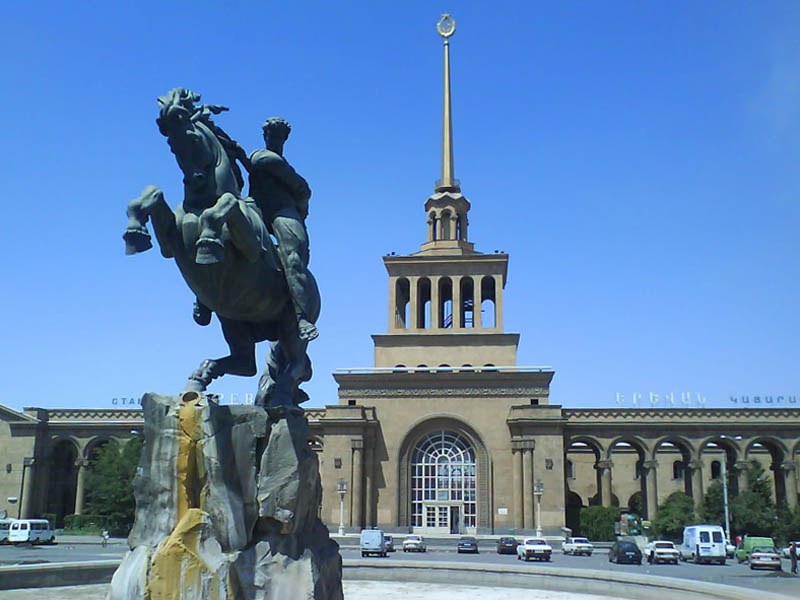
Standbeeld van David van Sassoun voor het station
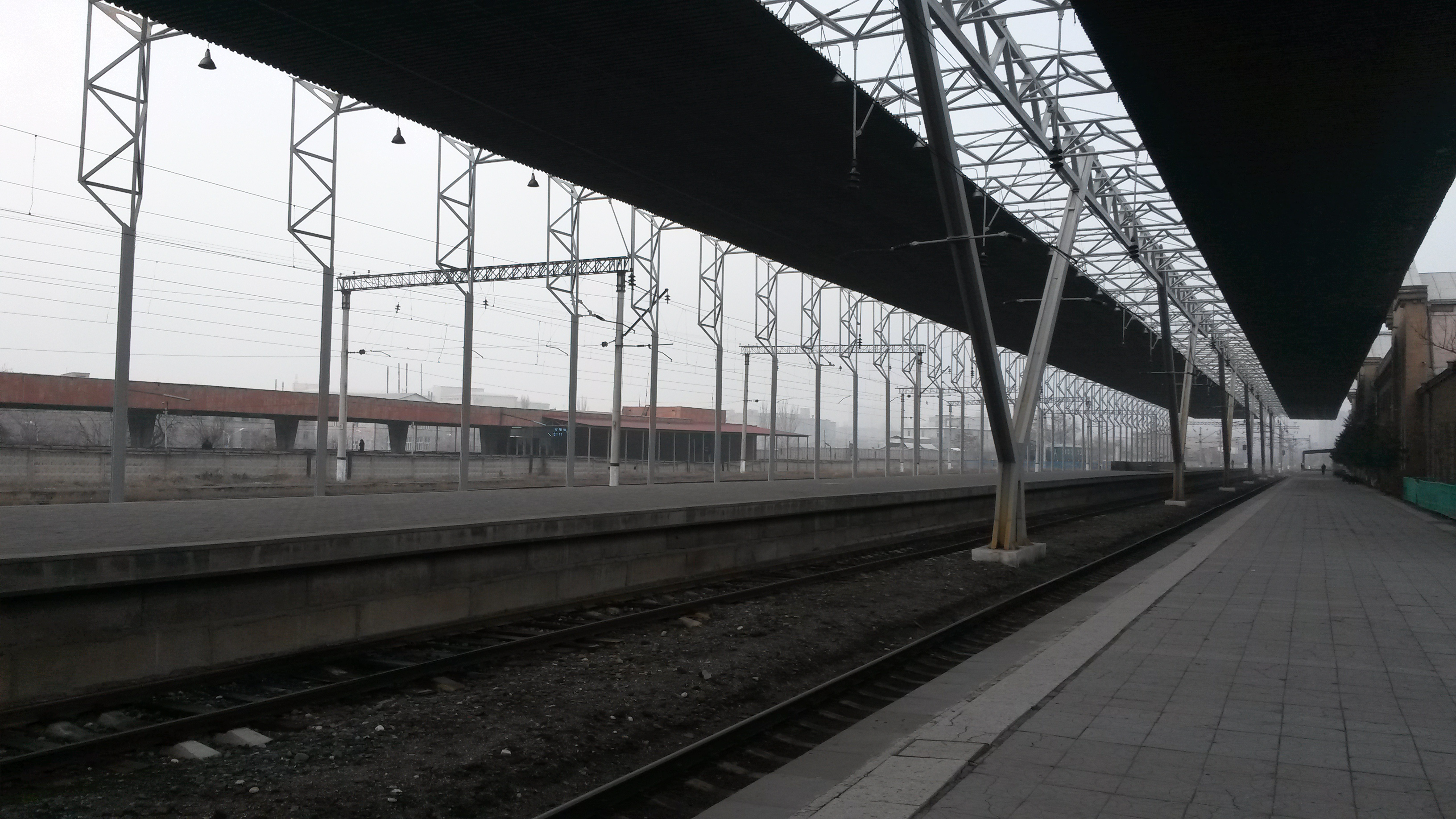
Perron
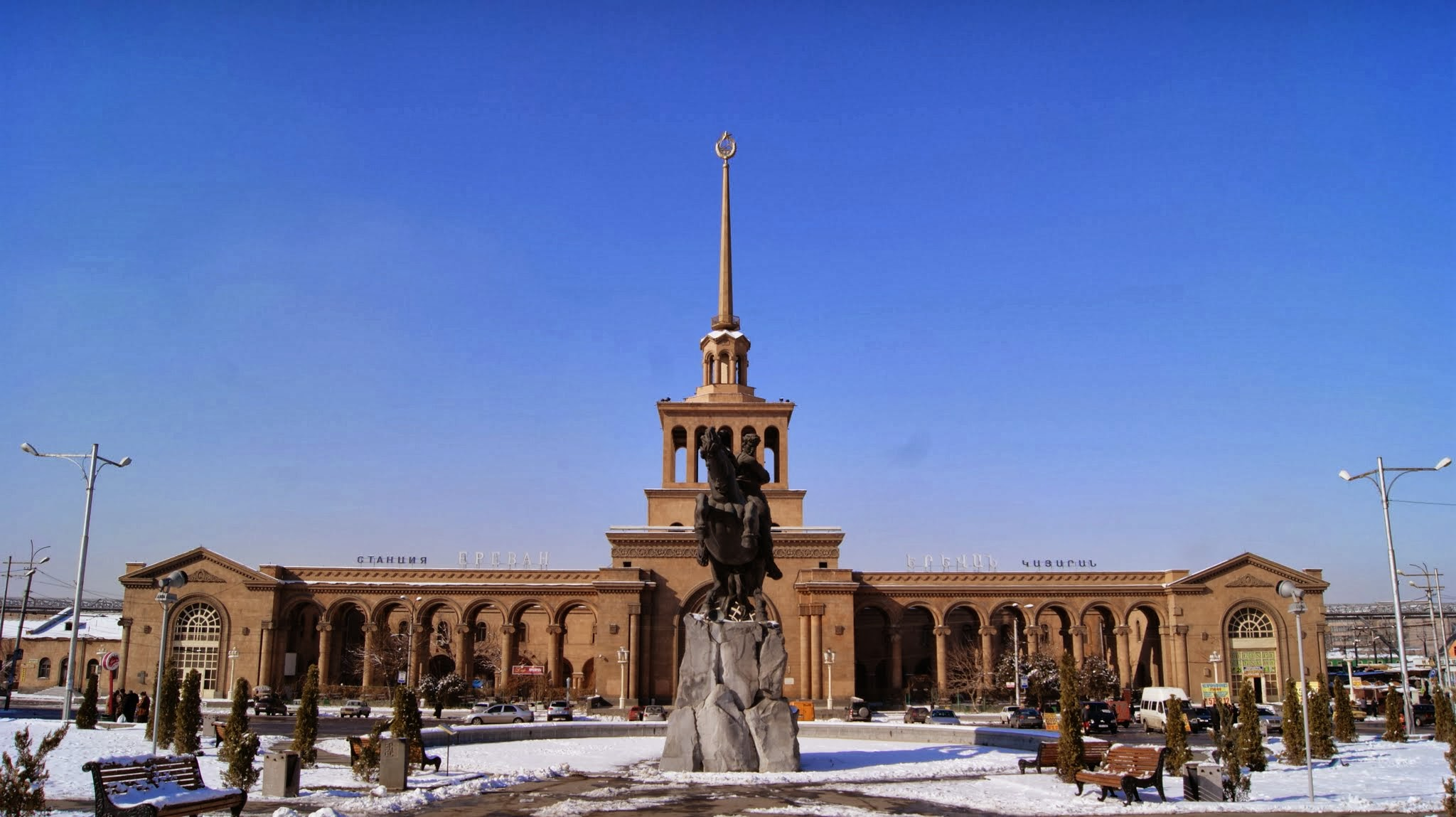
Het station in de winter
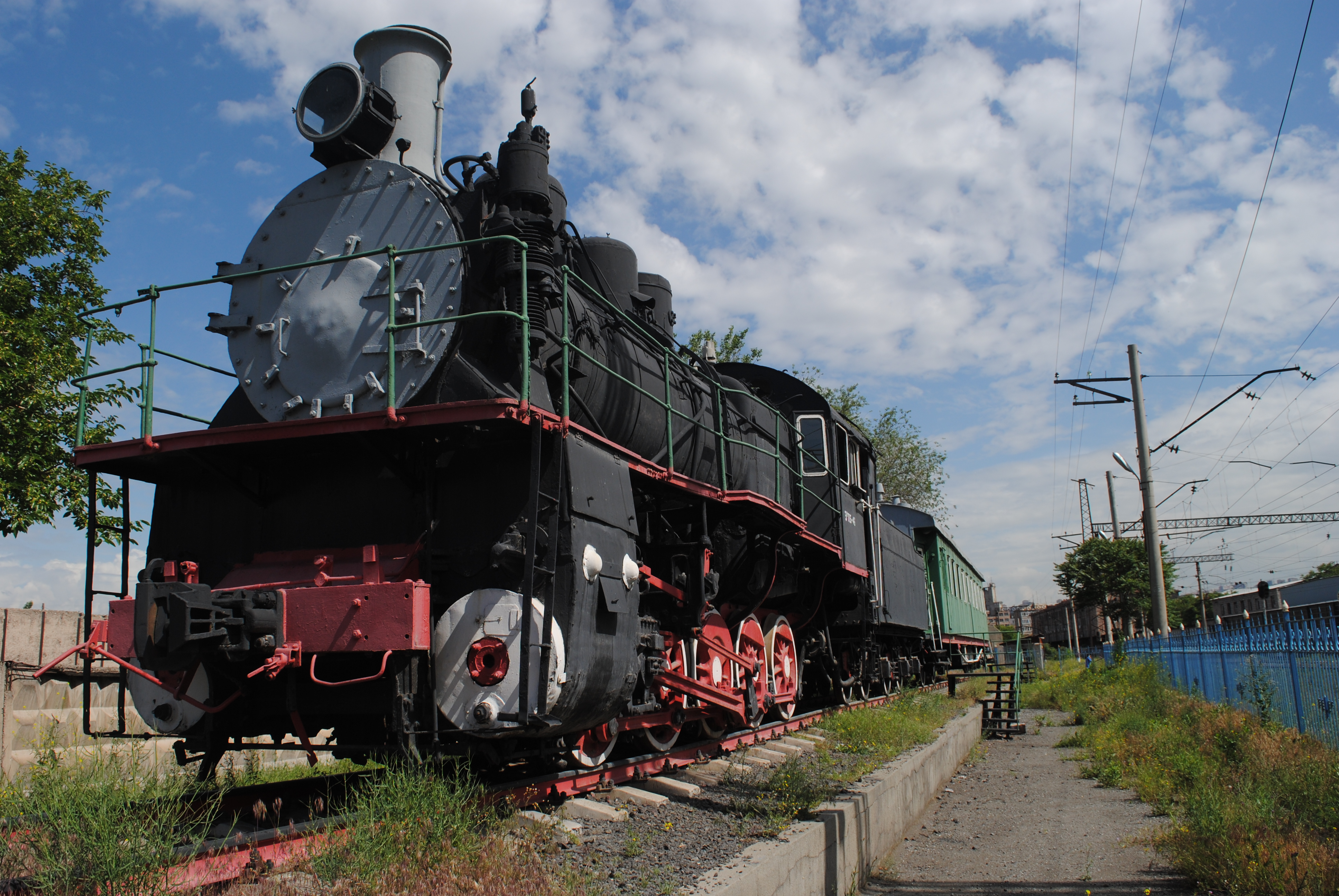
Locomotief Эш705-46 buiten aan het museum